# فابيان أوديا
فابيان أوديا هو محامي كندي، ولد في 20 يناير 1918 في سانت جونز في كندا، وتوفي بنفس المكان في 12 ديسمبر 2004.